# Tülay Tuğcu
Hülya Tülay Tuğcu (* 12. Juni 1942 in Ankara) ist eine türkische Juristin, die von 2005 bis 2007 Präsidentin des türkischen Verfassungsgerichts war.

## Laufbahn
Tülay Tuğcu studierte an der Juristischen Fakultät der Universität Ankara. Sie wurde am 25. Juli 2005 zur Präsidentin des Verfassungsgerichts ernannt. Sie ist die erste Frau, die dieses Amt übernommen hat.
Als Verfassungsrichterin stimmte sie seit 1999 u. a. für das Verbot der Fazilet Partisi und die Politikverbote gegen zwei Abgeordnete der FP. Sie war auch Mitglied einer Kommission, die das Verbot, Absolventen der İmam-Hatip-Schulen für Polizeiakademien zuzulassen, bestätigte.
Sie stimmte ebenfalls für das Verbot der HADEP und die Politikverbote für 46 ihrer Mitglieder.
Die Klage der MHP gegen die Abschaffung der Todesstrafe und gegen die Zulassung muttersprachlicher Veröffentlichungen im Zuge der Harmonisierung mit der Europäischen Union fand ihre Unterstützung. Das Verfassungsgericht entschied dennoch mehrheitlich gegen die Klage und ebnete so den Weg zu den Beitrittsverhandlungen mit der EU.
Am 12. Juni 2007 trat sie in den Ruhestand.
Tuğcu ist verheiratet und Mutter zweier Kinder. Ihr Ehemann arbeitet als Anwalt.

## Werke
Abschlussarbeiten:
- Suçluların İadesi
- İdarenin Takdir Hakkının Yüksek Yöneticilerde Kullanılması